# Vệ tinh Hiệp sĩ Đen

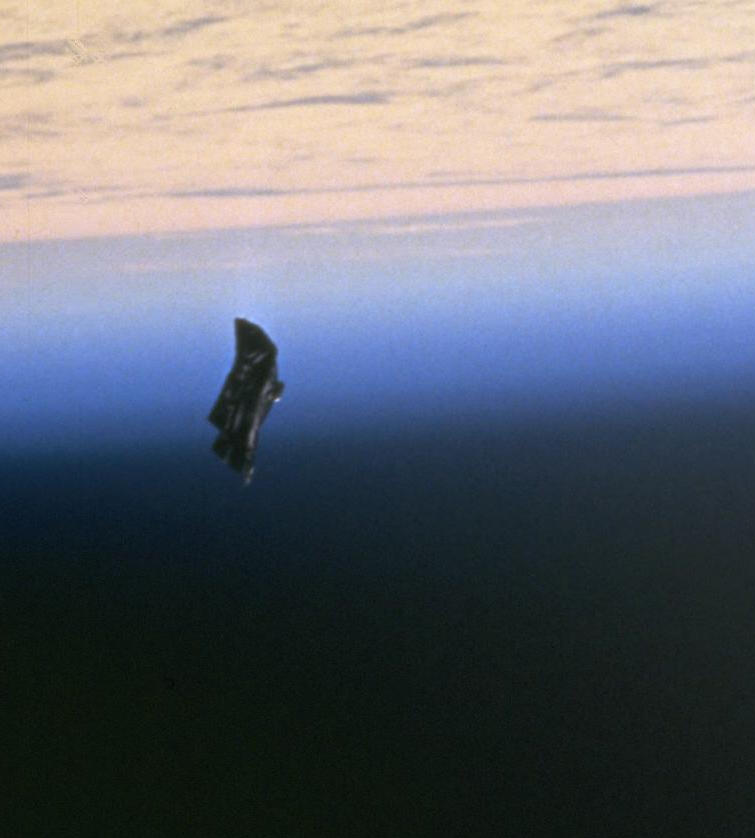
Hình chụp một vật thể được cho là Hiệp sĩ Đen vào năm 1998 bởi vệ tinh NASA STS-88.

Vệ tinh Hiệp sĩ Đen (tên tiếng Anh: Black Knight) là một vật thể không gian bí ẩn quay quanh Trái Đất trong quỹ đạo cực mà giới nghiên cứu UFO tin rằng tuổi đời của nó lên đến khoảng 13.000 năm và có nguồn gốc ngoài trái đất.
Người ta không xác định được "Hiệp sĩ Đen" là của ai, do ai phóng lên. Thậm chí từng có giả thuyết rằng, nó được một nền văn minh nằm cách chúng ta hàng ngàn năm ánh sáng gửi đến để… bảo vệ trái đất!? Xung quanh phát hiện kỳ thú về vật thể đen này, đã từng có nhiều câu chuyện ly kỳ, kể cả chuyện khôi hài về quân sự, tình báo thời Chiến tranh lạnh.
Theo giới khoa học không gian Mỹ, “Hiệp sĩ Đen” đã phát tín hiệu vô tuyến liên tục trong khoảng thời gian 50 năm trước khi tắt ngúm. Nó được cho là đã được chế tạo từ rất lâu. Giới khoa học từ nhiều quốc gia trên thế giới đều quan tâm đến “Hiệp sĩ Đen”.
Có những tin đồn rằng Nikola Tesla chính là người đầu tiên đã thu được một tín hiệu phát thanh lặp đi lặp lại vào năm 1899 mà ông tin rằng đến từ không gian bằng thiết bị vô tuyến cao áp được xây dựng ở Colorado Springs. Lời giải thích nguồn gốc vệ tinh vào năm 1954 khi hai tờ báo St. Louis Post Dispatch và San Francisco Examiner đã đăng bài viết về “vệ tinh ngoài hành tinh” do cựu thiếu tá hàng không hải quân kể lại và nhà nghiên cứu UFO Donald Keyhoe nói rằng Không quân Mỹ đã báo cáo về việc phát hiện hai vệ tinh quay quanh Trái Đất. Điều đáng lưu ý là tại thời điểm này vệ tinh nhân tạo vẫn chưa được phóng lên quỹ đạo.
Vào tháng 2 năm 1960 đã có thêm một báo cáo về việc Hải quân Mỹ phát hiện một vật thể có màu tối di chuyển trong quỹ đạo nghiêng 79° so với xích đạo và có chu kỳ quỹ đạo khoảng 104,5 phút. Quỹ đạo của nó cũng rất lập dị với đỉnh của khoảng cách xa nhất là 1.728 km (1.074 dặm) và khoảng cách cận điểm chỉ khoảng 216 km (134 dặm). Vào thời điểm đó Hải quân Mỹ đang nhận nhiệm vụ theo dõi các mảnh vỡ của phần vỏ của vụ phóng vệ tinh Discoverer VIII từ một quỹ đạo rất giống nhau.
Năm 1973, nhà văn người Scotland Duncan Lunan sau khi phân tích các dữ liệu từ các nhà nghiên cứu tín hiệu vô tuyến Na Uy đã rút ra kết luận rằng các tín hiệu này đã tạo thành một biểu đồ sao dẫn đường đến Epsilon Boötis, một ngôi sao đôi thuộc chòm sao Boötes. Giả thuyết của Lunan là những tín hiệu này đã được truyền đi từ một đối tượng 12.600 năm tuổi nằm ở một trong các điểm Lagrange của Trái Đất.
Một vật thể được chụp lại vào năm 1998 trong sứ mệnh của vệ tinh STS-88 đã được công bố rộng rãi đây là "vật thể ngoài hành tinh". Tuy vậy, nó trông giống như những bức ảnh của một tấm chắn nhiệt đã bị mất trong bộ thiết bị hỗ trợ hoạt động ngoài không gian gọi là EVA.